# Балдуин II (Йерусалим)
Балдуин де Бурк (на френски: Baudouin de Bourcq, Baudouin II d'Édesse, Baudouin II de Jérusalem; * пр. 1080, † 21 август 1131) е господар на Бурк, от 1100 до 1118 г. граф на Едеса и като Балдуин II крал на Йерусалим от 1118 до смъртта си през 1131 г.

## Биография
Той е син на Хуго I, граф на Ретел (1040 – 1118), и на Мелисенда дьо Монлери.
От 1096 до 1099 г. той участва в Първия кръстоносен поход към Светите земи. Там неговият братовчед Балдуин дьо Булон му предава през 1101 г. Графство Едеса, когато става крал на Йерусалим. Когато Балдуин дьо Булон умира бездетен през 1118 г., Балдуин де Бурк го последва също и на трона в Йерусалим. Графство Едеса той дава на братовчед си (майките им са сестри) Жослен I дьо Куртене.
Като граф на Едеса през 1104 г. след битката при Харан (7 май 1104), Балдуин е пленен от селджуците и освободен през 1108 г. През 1125 г. Балдуин събира около себе си рицарите от всички кръстоносни държави и побеждава селджуките в битката при Азаз (11 юни 1125).
През 1131 г. Балдуин се разболява и умира на 21 август същата година. Той е погребан в храма на Гроба Господен в Йерусалим.

## Семейство
Балдуин II се жени през 1101 г. за Морфия от Мелитена († 1 октомври 1126 или 1127), дъщеря на арменския княз Габриел от Мелитена (дн. Малатия) (1055 – 1103). Балдуин няма синове, а четири дъщери:
- Мелисенда (1105 – 1161), престолонаследница, омъжена 1129 г. за граф Фулк д'Анжу (1092 – 1144)
- Алиса (1110 – 1137), омъжена 1127 г. за княз Боемунд II от Антиохийското княжество (1108 – 1130)
- Ходиерна (ок. 1110 – ок. 1164), омъжена 1137 г. за Раимунд II, граф на Триполи (1115 – 1152)
- Ивета (1120 – 1170), от 1144 г. абатиса на Витания.